# Nagyváty
Nagyváty je selo u južnoj Mađarskoj.
Zauzima površinu od 12,67 km četvornih.

## Zemljopisni položaj
Nalazi se na 46° 4' sjeverne zemljopisne širine i 17° 56' istočne zemljopisne dužine. Petreda je 2 km jugoistočno, Sentžebet je 1 km sjeverozapadno, Breka je 3 km sjeveroistočno, Eleš je 3 km sjeveroistočno, Čerda je 3 km istočno-sjeveroistočno, Bikeš je 4,5 km sjeveroistočno, Senta je 1,5 km jugoistočno, Selurinac je 3 km jugoistočno, Kacsóta je 1,5 km jug-jugoistočno, a Sedijanaš je 4 km južno.

## Upravna organizacija
Upravno pripada Sigetskoj mikroregiji u Baranjskoj županiji. Poštanski broj je 7912. 

## Promet
2 km južno od sela prolazi pruga Siget-Selurinac. 

## Stanovništvo
Nagyváty ima 354 stanovnika (2001.). Mađara je preko 90%. Roma, koji u selu imaju manjinsku samoupravu, ima 3%, Nijemaca je 2%. Preko polovice stanovnika su rimokatolici, 39% je kalvinista.

## Vanjske poveznice
- Nagyváty na fallingrain.com